# Ssss
Ssss — дебютный студийный альбом электронного дуэта VCMG, образованного бывшими коллегами по группе Depeche Mode Винсом Кларком и Мартином Гором. Вышел 12 марта 2012 года на лейбле Mute.

## Об альбоме
Этот альбом стал первой совместной работой Винса Кларка и Мартина Гора со времени ухода Кларка из Depeche Mode в 1981 году. С идеей выпустить совместный техно-альбом Кларк обратился к Гору по электронной почте, уточнив, что при осуществлении проекта не будет конкретных сроков выполнения и творческого давления одной стороны на другую. Последний, весьма удивившись этому предложению, дал согласие, после чего началась работа.
Работая каждый в своей студии, в течение всего времени работы над альбомом соавторы не виделись очно, а лишь обменивались файлами по электронной почте до тех пор, пока весь материал для альбома не был подготовлен. Их встреча состоялась в мае 2011 года в Лондоне, и преследовала цель обговорки последних деталей, таких, как название проекта и альбома.
Материал, подготовленный Кларком и Гором, был сведён калифорнийским электронным музыкантом и саунд-продюсером Тимоти Уайлсом, более известным как Überzone и Q. Выпуск альбома предваряли два сингла: «EP1 / Spock» и «EP2 / Single Blip». Третий сингл, «EP3 / Aftermaths», вышел уже после альбома. В названиях каждого сингла отражён формат мини-альбома (EP), выбранного для выпуска. В качестве би-сайдов на всех синглах представлены различные ремиксы заглавных композиций.
Особенно высоких достижений в чартах альбом не снискал, попав в десятку лучших лишь в чарте электронных альбомов американского журнала Billboard. Критики отозвались об альбоме в целом положительно, отмечая хорошее электронное звучание композиций и приверженность их авторов выбранному жанру.
Альбом состоит из десяти электронных треков, вокал полностью отсутствует.

## Список композиций
| №                   | Название            | Длительность |
| ------------------- | ------------------- | ------------ |
| 1.                  | «Lowly»             | 5:27         |
| 2.                  | «Zaat»              | 6:28         |
| 3.                  | «Spock»             | 5:41         |
| 4.                  | «Windup Robot»      | 5:26         |
| 5.                  | «Bendy Bass»        | 6:04         |
| 6.                  | «Single Blip»       | 5:48         |
| 7.                  | «Skip this Track»   | 5:40         |
| 8.                  | «Aftermaths»        | 6:21         |
| 9.                  | «Recycle»           | 6:37         |
| 10.                 | «Flux»              | 5:18         |
| Общая длительность: | Общая длительность: | 58:50        |

## Варианты издания
- CD-альбом
- Комплект из двух долгоиграющих пластинок и компакт-диска
- Десять файлов для цифровой загрузки

## Чарты
| Чарт (2012)                     | Позиция |
| ------------------------------- | ------- |
| Ö3 Austria Top 75               | 47      |
| () Ultratop Wallonia            | 64      |
| Media Control AG                | 21      |
| SNEP                            | 159     |
| Media Control AG                | 48      |
| UK Albums Chart                 | 81      |
| Billboard Top Electronic Albums | 10      |
| Billboard Top Heatseekers       | 13      |

## Участники записи
- Художественное руководство, дизайн — Мартин Гор, Пол А. Тейлор, Винс Кларк
- Авторы композиций, продюсеры — Винс Кларк, Мартин Гор
- Запись — Сай Медуэй-Смит (студия Мартина Гора Electric Ladyboy), Винс Кларк (его студия The Cabin)
- Сведение — Тимоти «Q» Уайлс (студия The Institute of Gizmology)
- Мастеринг — Штефан Бетке (студия Scape Mastering)
- Иллюстрации — Ян Л. Тригг
- Фотография — Трэвис Шинн, Дэвид Уэйд